# Дацин
Дацин (кит. упр. 大庆, пиньинь Dàqìng) — городской округ в провинции Хэйлунцзян Китайской народной республики. Название Дацин буквально переводится как «великое празднество». 

## История
На протяжении веков на территории нынешнего городского округа не было постоянного населения, первые переселенцы появились лишь в начале XX века, когда здесь была построена станция Китайско-Восточной железной дороги. В 1913 году был основан уезд Аньда (安达县).
С 1959 года начало разрабатываться нефтегазовое месторождения Дацин, и в 1960 году уезд Аньда был ликвидирован, а вместо него организован городской округ Аньда, ставший значимой нефтехимической базой страны. С момента основания Дацин считался образцом, на который должны ориентироваться все рабочие страны; в годы Культурной революции по всему Китаю звучал лозунг «В индустрии учиться у Дацина!».
В 1964 году городской округ Аньда был ликвидирован, а на его месте был создан Особый район Аньда (安达特区). В 1965 году восточная часть Особого района Аньда вновь стала уездом Аньда, а на остальной части был образован город Аньда, подчинённый напрямую правительству провинции (в самом городе его часто неофициально называли не «Аньда», а «Дацин»). В декабре 1979 года город Аньда был переименован в Дацин.
В 1992 году в состав городского округа Аньда были переданы уезд Линьдянь и Дурбэд-Монгольский автономный уезд из состава городского округа Цицикар, а также уезды Чжаочжоу и Чжаоюань из состава округа Суйхуа.

## Административно-территориальное деление
В административно-территориальном плане городской округ Дацин делится на 5 городских районов, 3 уезда и 1 автономный уезд:
| Карта | Карта                              | Карта                              | Карта                | Карта                        | Карта                  | Карта         | Карта                      |
| ----- | ---------------------------------- | ---------------------------------- | -------------------- | ---------------------------- | ---------------------- | ------------- | -------------------------- |
|       |                                    |                                    |                      |                              |                        |               |                            |
| #     | Статус                             | Название                           | Иероглифы            | Пиньинь                      | Население (2003 прим.) | Площадь (км²) | Плотность населения (/км²) |
| 1     | Район                              | Сарту                              | 萨尔图区             | Sà'ěrtú qū                   | 260 000                | 549           | 474                        |
| 2     | Район                              | Лунфэн                             | 龙凤区               | Lóngfèng qū                  | 160 000                | 510           | 314                        |
| 3     | Район                              | Жанхулу                            | 让胡路区             | Rànghúlù qū                  | 380 000                | 1394          | 273                        |
| 4     | Район                              | Датун                              | 大同区               | Dàtóng qū                    | 250 000                | 2235          | 112                        |
| 5     | Район                              | Хунган                             | 红岗区               | Hónggǎng qū                  | 130 000                | 812           | 160                        |
| 6     | Уезд                               | Чжаочжоу                           | 肇州县               | Zhàozhōu xiàn                | 440 000                | 2445          | 180                        |
| 7     | Уезд                               | Чжаоюань                           | 肇源县               | Zhàoyuán xiàn                | 450 000                | 4198          | 107                        |
| 8     | Уезд                               | Линьдянь                           | 林甸县               | Líndiàn xiàn                 | 270 000                | 3591          | 75                         |
| 9     | Дурбэд-Монгольский автономный уезд | Дурбэд-Монгольский автономный уезд | 杜尔伯特蒙古族自治县 | Dù'ěrbótè Měnggǔzú zìzhìxiàn | 250 000                | 6427          | 39                         |

## Население
Согласно переписи 2000 года, на территории городского округа Дацин проживали представители следующих национальностей:
| Национальность | Количество | Доля    |
| -------------- | ---------- | ------- |
| Китайцы        | 2 474 304  | 95,98 % |
| Монголы        | 63 025     | 2,44 %  |
| Маньчжуры      | 25 588     | 0,99 %  |
| Корейцы        | 6156       | 0,24 %  |
| Хуэй           | 5157       | 0,2 %   |
| Дауры          | 1008       | 0,04 %  |
| Сибо           | 659        | 0,03 %  |
| Мяо            | 470        | 0,02 %  |
| Туцзя          | 440        | 0,02 %  |
| Чжуаны         | 178        | 0,01 %  |
| Прочие         | 1066       | 0,04 %  |

## Экономика
Дацин является крупным центром по добыче нефти (в том числе сланцевой) и природного газа, а также важным центром нефтепереработки, нефтехимии и электроэнергетики. Добычу нефти ведёт компания Daqing Oilfield Company Limited — структурное подразделение China National Petroleum Corporation. По состоянию на 2023 год на Дацин приходилось 36 % от общего объема наземной добычи сырой нефти в Китае. Кроме того, в городе создана Национальная платформа разработки фотоэлектрических технологий и технологий накопления энергии, имеется автосборочный завод компании Volvo Cars.
Восточный район города — это промышленный район, где находятся Дацинский нефтеперерабатывающий химзавод, Лунфунская электростанция, Дацинский завод по производству удобрения и химкомбинат по производству этилена. На северо-востоке расположены два водохранилища и культурный район. На западе Дацина работают вузы и институты. В юго-западном районе действуют нефтеперерабатывающий комбинат «Линьюань», предприятие энергоснабжения «Синьхуа» и главная станция по продаже нефтепродуктов.

## Транспорт
Через Дацин проходит Биньчжоуская железная дорога. Трубопроводный транспорт представлен нефтепроводом Сковородино — Дацин, начавшим работу в 2011 году.
Коммерческие авиаперевозки города обслуживает аэропорт Саэрту.

## Города-побратимы
- Карамай (СУАР, КНР)
- Дунъин (Шаньдун, КНР)
- Калгари, Канада — с 16 мая 1985 года
- Чхунджу, Южная Корея
- Тюмень, Россия — с 24 июня 1992 года
- Красноярск, Россия (2002)[10]
- Луганск, Украина
- Ист-Лондон (ЮАР)